# Katarzyna Kałamajska-Liszcz
Katarzyna Joanna Kałamajska-Liszcz (ur. 17 marca 1954) – polska działaczka społeczna, działaczka opozycji w czasach PRL.

## Życiorys
Z wykształcenia jest historykiem sztuki. W czasie studiów na Uniwersytecie Mikołaja Kopernika w Toruniu angażowała się w działalność opozycyjną. Od 1981 prowadziła tzw. Bibliotekę Społeczną z wydawnictwami II obiegu. W latach 80. była członkiem redakcji podziemnego wydawnictwa „Kwadrat”. W 1987 razem z mężem Krzysztofem Liszczem adoptowała dwoje dzieci z zespołem FAS, w 1995 założyła razem z nim Instytut Terapeutyczny, w którym zajmuje się pomocą dzieciom z takim schorzeniem i ich rodzinom, w tym rodzinom zastępczym i adopcyjnym. W 2002 adoptowała dwoje kolejnych dzieci.
Razem z mężem otrzymała w 2009 Nagrodę im. księdza Józefa Tischnera, a samodzielnie w 2016 Krzyż Wolności i Solidarności (M.P. z 2016, poz. 308).
Siostra Marii Kałamajskiej.